# لوغاناير
لوغاناير المحدودة (Loganair Limited) هي شركة طيران إقليمية اسكتلندية تأسست في عام 1962، مع مكتبها المسجل في مطار غلاسكو الدولي في بيزلي، رينفروشاير. وسمها وشعارها هو شركة طيران اسكتلندا .

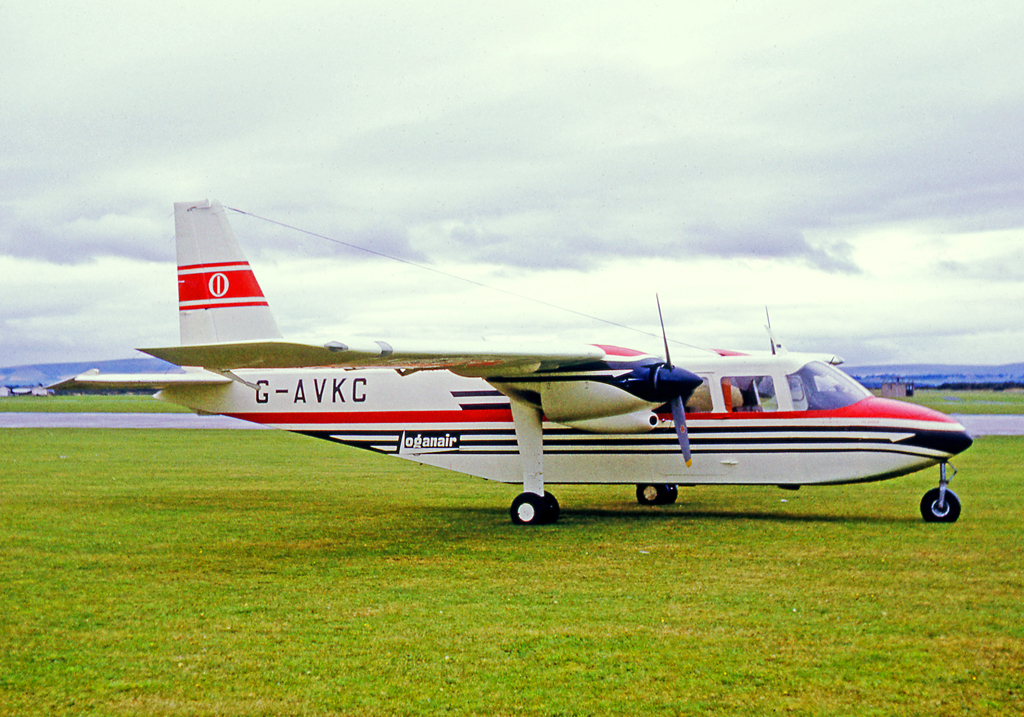
لوغاناير بريتن نورمان ايلاندر في 1967

## الاسطول

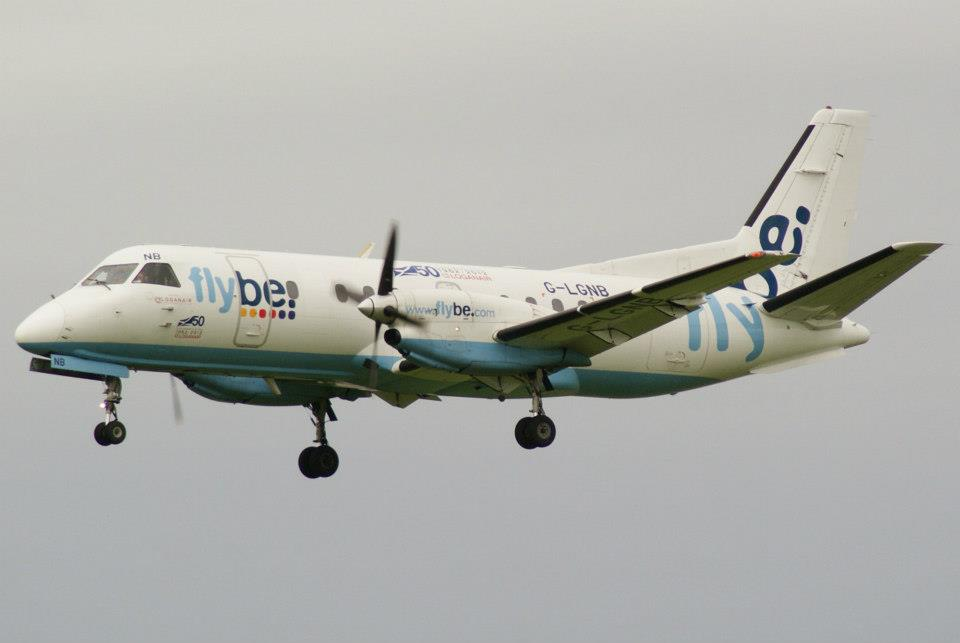
Loganair ساب 340 in فلاي بي livery

اعتبارا من ديسمبر 2016 كان أسطول لوغانير يتكون من الطائرات التالية:
| الطائرات                               | في الخدمة | أوامر | ركاب | ملاحظات                                              |
| -------------------------------------- | --------- | ----- | ---- | ---------------------------------------------------- |
| بريتن نورمان ايلاندر                   | 2         | —     | 8    | جزر أوركني تعمل بين الجزر فقط                        |
| دي هافيلاند كندا دي إتش سي 6 توين أوتر | 1         | —     | 19   | تشغل عن فلاي بي                                      |
| دورنير 328                             | 3         | —     | 32   | تشغل عن فلاي بي                                      |
| ساب 340                                | 2         | —     | —    | شحن فقط                                              |
| ساب 340                                | 12        | —     | 34   | تشغل عن فلاي بي                                      |
| ساب 340                                | 2         | —     | —    | Cargo only                                           |
| ساب 2000                               | 5         | —     | 50   | تشغل عن فلاي بي                                      |
| دي هافيلاند كندا دي إتش سي 6 توين أوتر | 2         | —     | 19   | تشغل عن فلاي بي on behalf of the Scottish Government |
| مجموع                                  | 29        |       |      |                                                      |